# Leopoldo de Luis

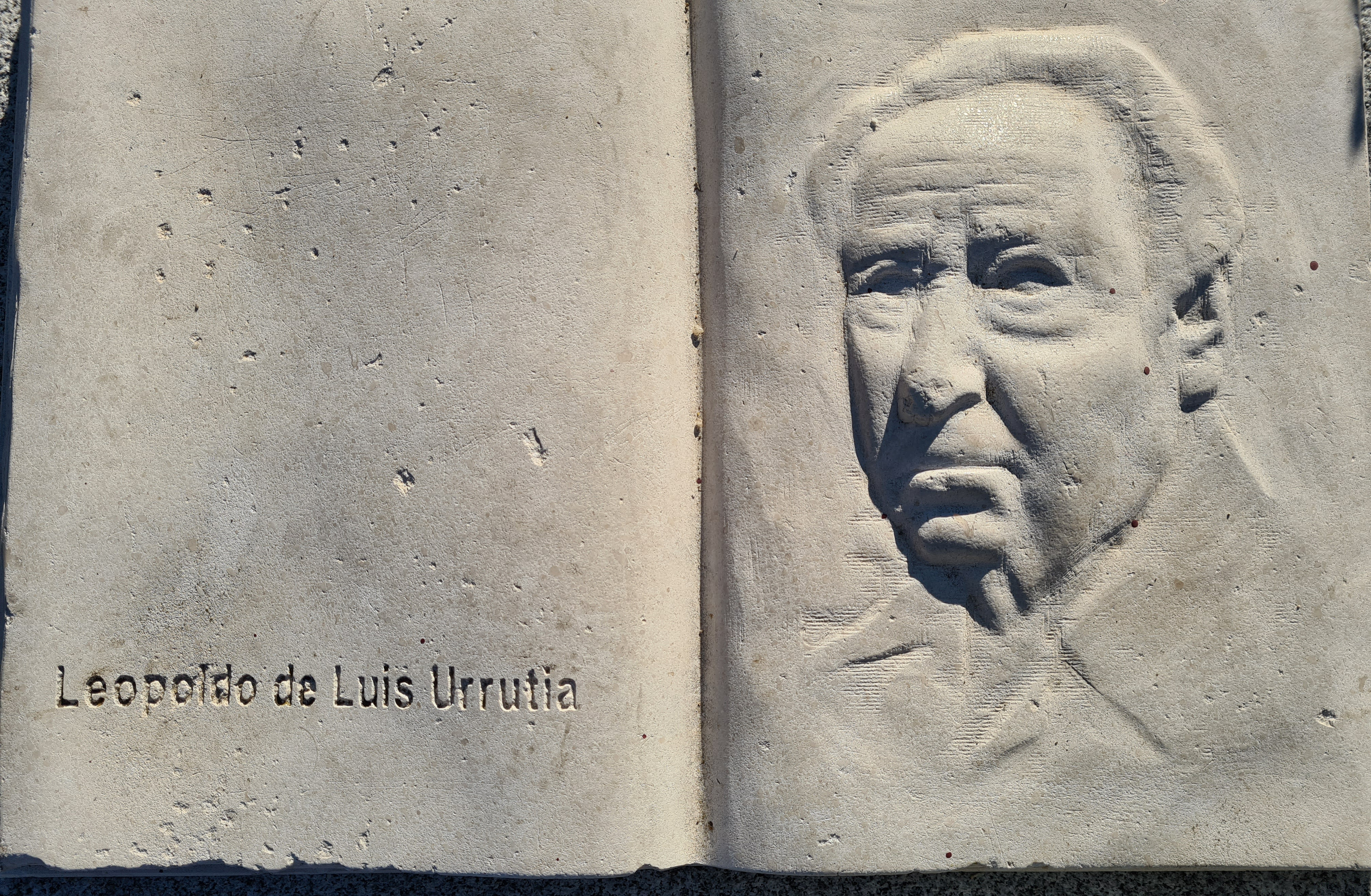
Leopoldo de Luis.

Leopoldo de Luis (eigentlich Leopoldo Urrutia de Luis; * 11. Mai 1918 in Córdoba, Spanien; † 21. November 2005 in Madrid) war ein spanischer Dichter.
Im Alter von einem Jahr siedelte seine Familie nach Valladolid um, wo er seine Jugend verbrachte. Im Alter von 17 Jahren zog er nach Madrid, wo er die meiste Zeit seines Lebens verbrachte.
Im spanischen Bürgerkrieg kämpfte er auf Seiten der Republikaner gegen die Aufständischen des späteren Diktators Francisco Franco. In der Zeit von 1939 bis 1942 saß Leopoldo de Luis im Gefängnis.
Abgesehen von seinen Gedichten veröffentlichte Leopoldo de Luis Biografien sowie Literaturkritiken.